# Deutsches Turnfest

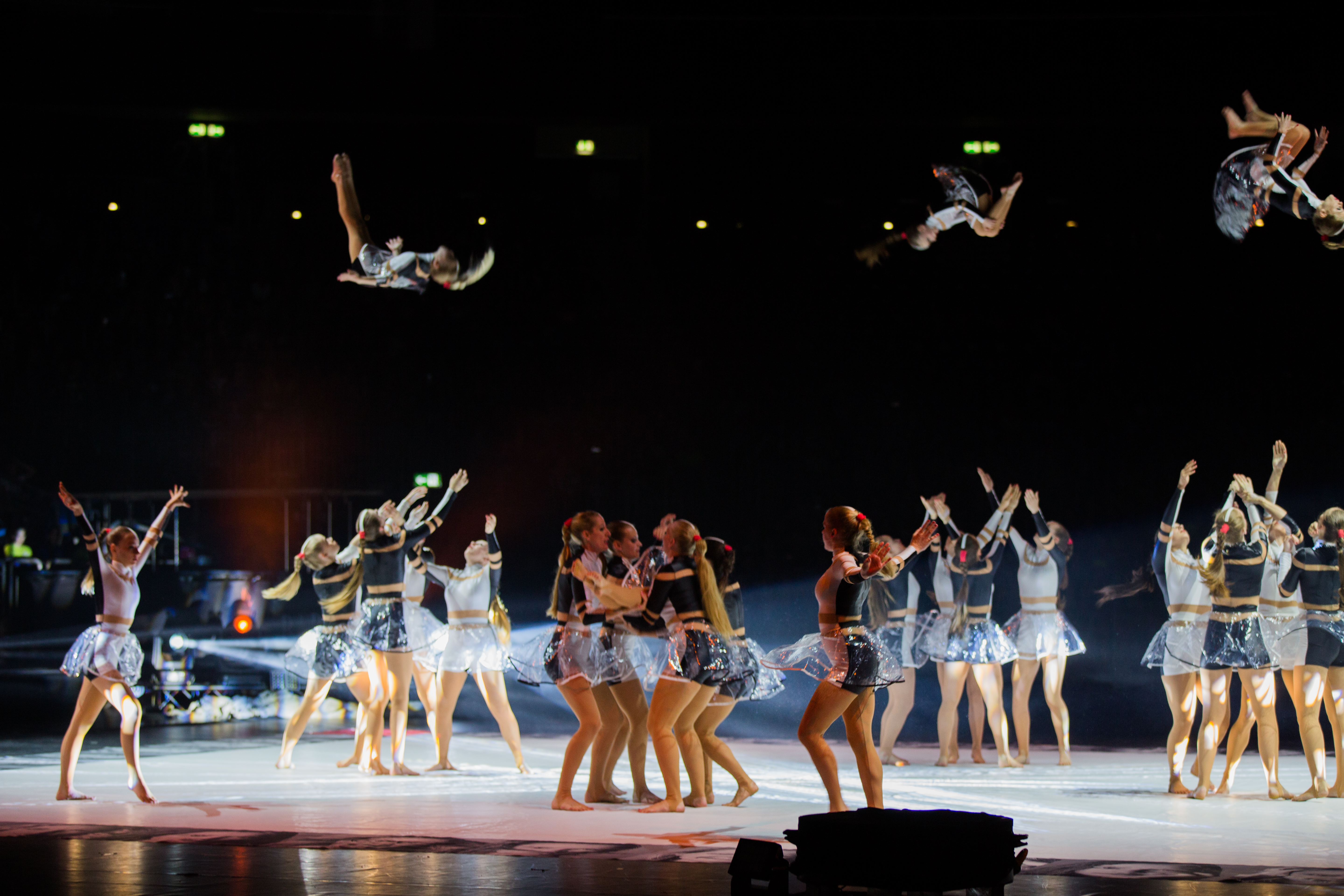
Internationales Deutsches Turnfest 2017 in Berlin

Das Deutsche Turnfest (seit 2005 Internationales Deutsches Turnfest) ist eine Serie von Zusammenkünften von Turnern, überwiegend aus Deutschland. Erstmalig abgehalten wurde das Turnfest 1860. Organisator der Zusammenkünfte ist der Deutsche Turner-Bund.

## Geschichte

### 1860–1990
Das erste Deutsche Turnfest wurde 1860 in Coburg abgehalten. 1861 fand das zweite Deutsche Turnfest in Berlin statt. Anlass war die Errichtung des ersten deutschen Turnplatzes 50 Jahre vorher und die Grundsteinlegung für das Jahndenkmal in der Hasenheide. Die Turnfeste hatten nicht nur einen sportlichen Hintergrund. Im Sinne Turnvater Jahns sollten alle Turner immer nach der Einheit Deutschlands streben. In diesem Sinne war das Deutsche Turnfest auch eine politische Veranstaltung, dieser Aspekt verlor jedoch nach dem Erreichen des Ziels durch die Reichsgründung 1871 an Bedeutung.

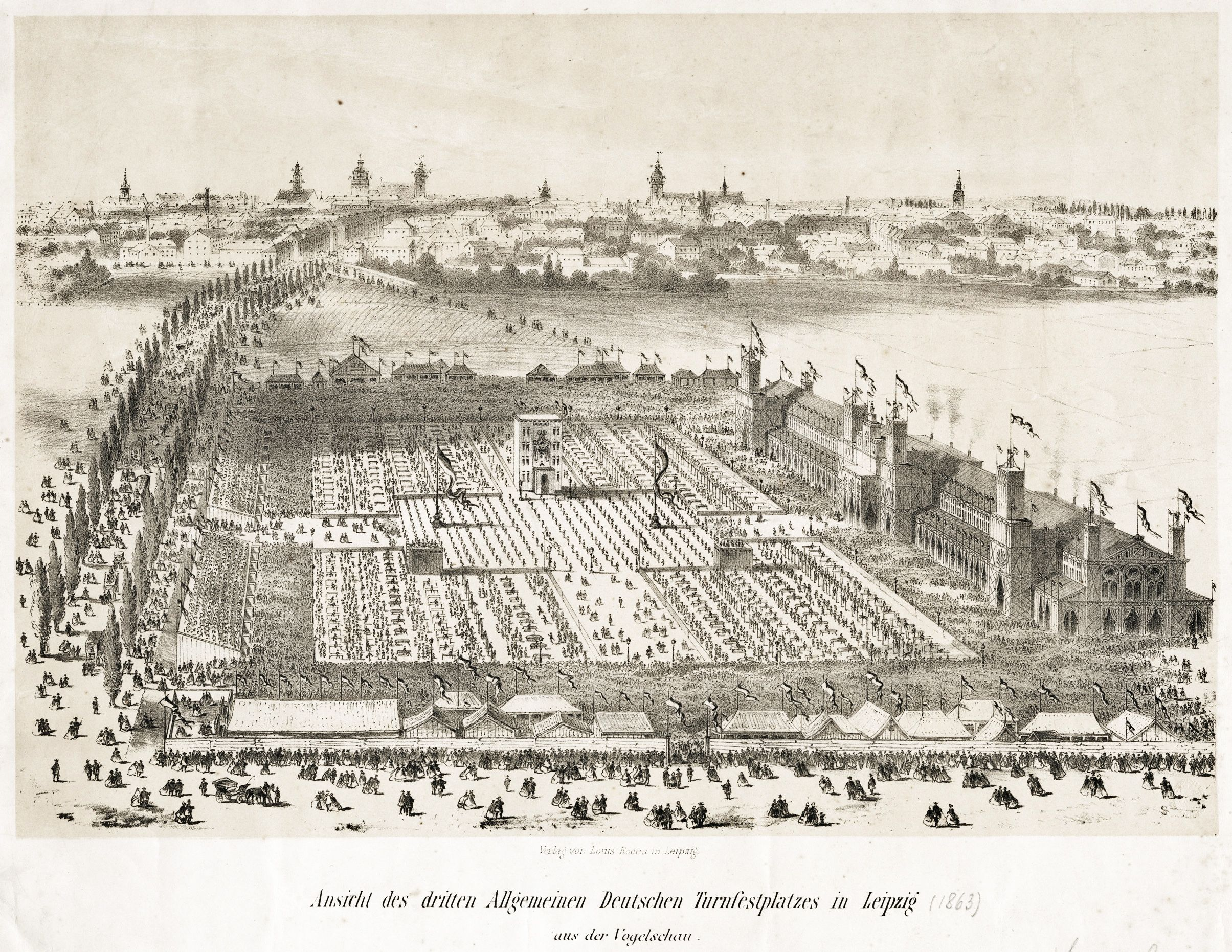
Festplatz des 3. Allgemeinen Deutschen Turnfestes 1863 in Leipzig

In der Zeit des Nationalsozialismus dienten die Deutschen Turnfeste vor allem der politischen Propaganda. 1933 war zunächst der Demokrat Alexander Dominicus als Vorsitzender der Deutschen Turnerschaft (DT) zurückgetreten, die als Dachorganisation für die Ausrichtung der Deutschen Turnfeste fungierte. Daraufhin ernannte sich Edmund Neuendorff zum neuen Führer der DT. Neuendorff versicherte Adolf Hitler in einem Brief vom 16. Mai 1933, „dass die Deutsche Turnerschaft sich unter ihrer Führung Seite an Seite neben SA und Stahlhelm stellt“. Kurz zuvor war von der Hauptausschusssitzung der DT am 8./9. April 1933 ohne Druck seitens der Nationalsozialisten für die Umsetzung bis zum Deutschen Turnfest in Stuttgart im Sommer desselben Jahres beschlossen worden, auf nationalsozialistischen Kurs zu gehen. Eingeführt wurden das Wehrturnen und das Führerprinzip sowie Ausschlüsse, etwa gegen Arbeiter, die in linken Verbünden organisiert waren, ebenso wie explizit rassistisch motivierte Ausschlussmaßnahmen, mit dem Ziel der „Vollarisierung“ (sog. Arierparagraph).
Beim Deutschen Turnfest in Breslau 1938 wurde der Einmarsch in die Tschechoslowakei PR-wirksam vorbereitet, indem das Propagandaministerium ohne Kenntnis der Öffentlichkeit die Teilnahme von ca. 27.000 Sudetendeutschen mit 1,3 Millionen Reichsmark finanzierte. Als „auslandsdeutsche“ Frauen und Männer, die Hitler ergeben waren, wurde ihre Anwesenheit in die Dramaturgie des Deutschen Turnfestes eingeplant, indem speziell sie als Landsmannschaft medienwirksam in den Fokus gebracht wurden.
Über die Rolle der Deutschen Turnerschaft (DT) und ihr Verhalten vor und während des Deutschen Turnfestes in Stuttgart 1933 wurde Anfang der 1970er Jahre in der Zeitschrift Deutsches Turnen (DT) eine Debatte geführt. Nach der Auffassung von Joseph Göhler, dem früheren Pressewart und stellvertretenden Vorsitzenden des Deutschen Turner-Bundes, haben sich die Anhänger der Deutschen Turnerschaft 1933 neutral verhalten. Dem widersprach daraufhin in derselben Zeitschrift Hajo Bernett, der sich 1971 in seiner Studie zur Sportpolitik im Dritten Reich kritisch zur Rolle des DT 1933 geäußert hatte.

### 1990-Gegenwart
Seit dem Turnfest in Berlin 2005 trägt die Großveranstaltung den Titel „Internationales Deutsches Turnfest“ (IDTF), womit deutlich gemacht werden soll, dass auch Teilnehmer aus anderen Ländern zugelassen sind. Das Turnfest 2021 in Leipzig wurde im Spätjahr 2020 aufgrund der weltweiten Corona-Pandemie abgesagt. Anstelle dessen soll mit „Turnen21“ eine kleinere Multisport-Veranstaltung stattfinden.

## Austragungs-Turnus
Von 1898 bis 1983 veranstalteten die Deutsche Turnerschaft und der DTB ihre Feste im Fünf-Jahres-Zyklus, nämlich in den Jahren, die auf drei und acht endeten (außer während der Weltkriege). 1987 wurde das Turnfest für die 750-Jahr-Feier Berlins vorverlegt. Die Veranstaltungen des Arbeiter-Turn- und Sportbundes sowie des Deutschen Turn- und Sportbundes der DDR fanden währenddessen in unregelmäßigen Abständen statt. 1990 stellte der DTB auf einen Vier-Jahres-Rhythmus um. Das turnusmäßig für 2006 vorgesehene Fest in Berlin wurde jedoch mit Rücksicht auf die Fußball-Weltmeisterschaft im eigenen Land um ein Jahr vorverlegt. Seitdem soll es wieder alle vier Jahre stattfinden.

## Veranstaltungen

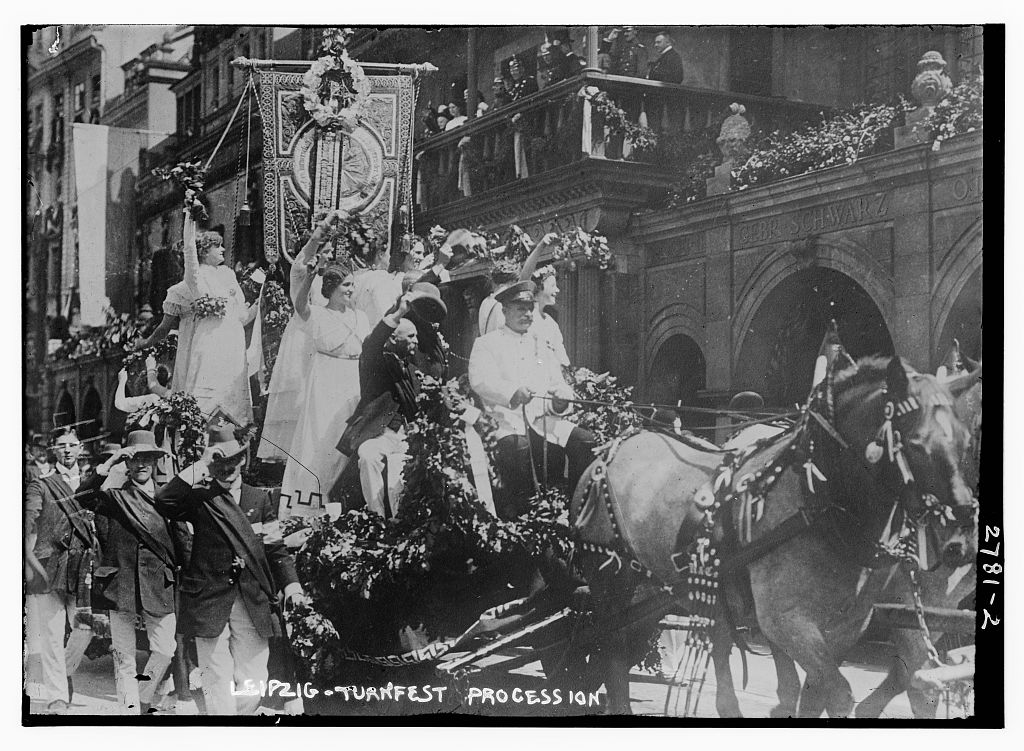
Leipzig Deutsches Turnfest, 1913

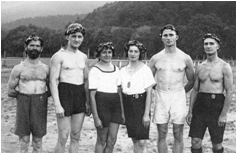
Deutsches Turnfest, 1923

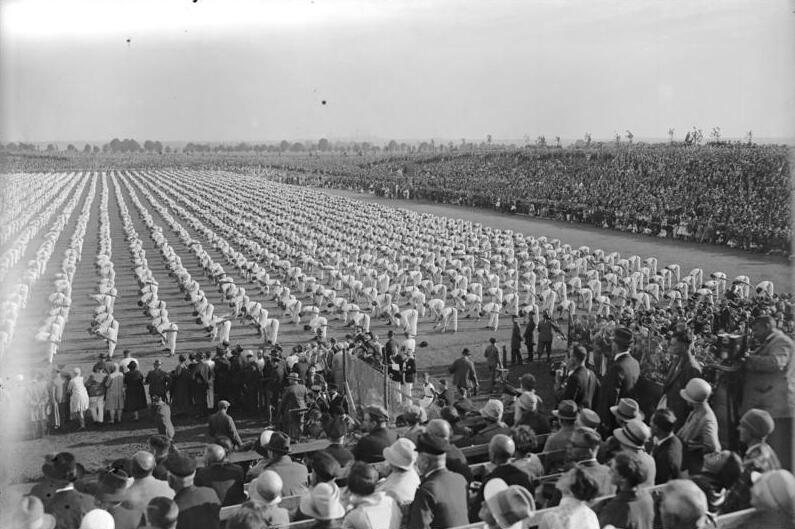
Deutsches Turnfest, 1928

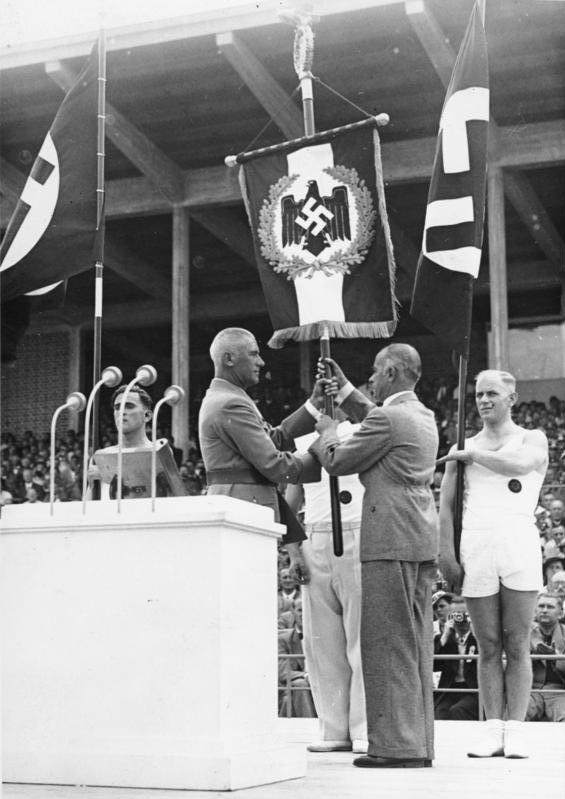
Eröffnung des Deutschen Turnfestes in Breslau 1938 durch Innenminister Frick und Reichssportführer von Tschammer

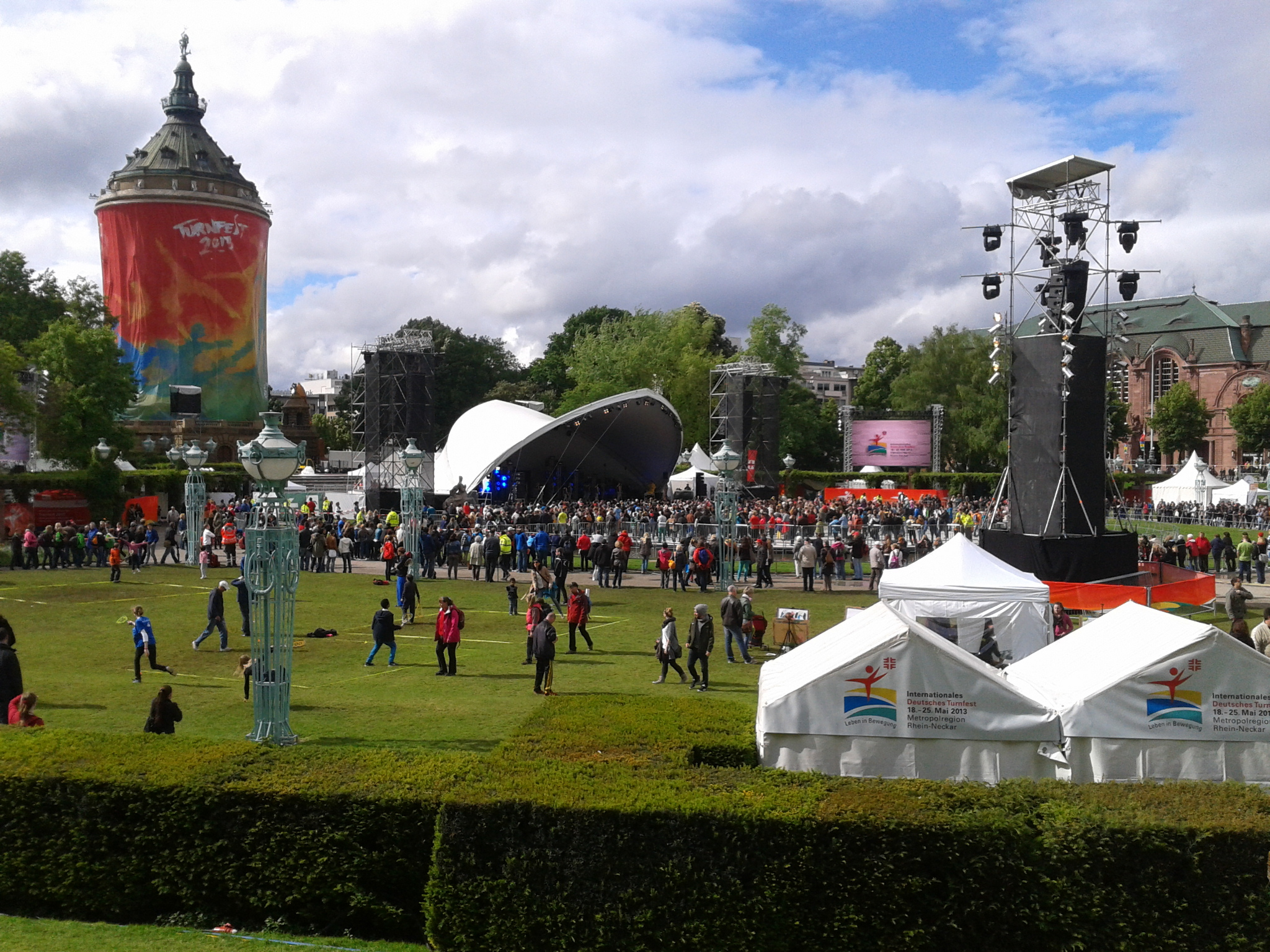
Der Mannheimer Friedrichsplatz beim Turnfest 2013

| Nr. | Jahr | Datum                | Ort                         | Ursprüngliche Bezeichnung                             | Verband |
| --- | ---- | -------------------- | --------------------------- | ----------------------------------------------------- | ------- |
| 1.  | 1860 | 16.–19. Juni         | Coburg                      | 1. Deutsches Turn- und Jugendfest                     |         |
| 2.  | 1861 | 10.–12. August       | Berlin                      | 2. Deutsches Turn- und Jubelfest                      |         |
| 3.  | 1863 | 1.–5. August         | Leipzig                     | 3. Allgemeines Deutsches Turnfest                     |         |
|     | 1866 | —                    | Nürnberg                    | (ausgefallen aufgrund des Deutschen Krieges)          |         |
| 4.  | 1872 | 3.–6. August         | Bonn                        | IV. Allgemeines Deutsches Turnfest                    | DT      |
|     | 1878 | —                    | Breslau                     | (ausgefallen aufgrund eines Attentats auf den Kaiser) | DT      |
| 5.  | 1880 | 24.–28. Juli         | Frankfurt am Main           | V. Deutsches Turnfest                                 | DT      |
| 6.  | 1885 | 18.–21. Juli         | Dresden                     | VI. Deutsches Turnfest                                | DT      |
| 7.  | 1889 | 27.–31. Juli         | München                     | VII. Deutsches Turnfest                               | DT      |
| 8.  | 1894 | 21.–25. Juli         | Breslau                     | VIII. Allgemeines Deutsches Turnfest                  | DT      |
| 9.  | 1898 | 23.–27. Juli         | Hamburg                     | IX. Deutsches Turnfest                                | DT      |
| 10. | 1903 | 18.–23. Juli         | Nürnberg                    | 10. Deutsches Turnfest                                | DT      |
| 11. | 1908 | 18.–23. Juli         | Frankfurt am Main           | 11. Deutsches Turnfest                                | DT      |
| 12. | 1913 | 12.–16. Juli         | Leipzig                     | 12. Deutsches Turnfest                                | DT      |
|     | 1918 | —                    | Stuttgart                   | (ausgefallen aufgrund des Ersten Weltkrieges)         | DT      |
| 13. | 1922 | 22.–25. Juli         | Leipzig                     | 1. Deutsches Arbeiter-Turn- und Sportfest             | ATSB    |
| 14. | 1923 | 14.–18. Juli         | München                     | 13. Deutsches Turnfest                                | DT      |
| 15. | 1928 | 25.–30. Juli         | Köln                        | 14. Deutsches Turnfest                                | DT      |
| 16. | 1929 | 18.–21. Juli         | Nürnberg                    | 2. Deutsches Arbeiter-Turn- und Sportfest             | ATSB    |
| 17. | 1933 | 26.–31. Juli         | Stuttgart                   | 15. Deutsches Turnfest                                | DT      |
| 18. | 1938 | 27.–31. Juli         | Breslau                     | Deutsches Turn- und Sportfest                         | NSRL    |
|     | 1943 | —                    | —                           | (ausgefallen aufgrund des Zweiten Weltkrieges)        | NSRL    |
|     | 1947 | 13.–14. September    | Northeim                    | 1. inoffizielle Deutsche Meisterschaft im Kunstturnen |         |
| 19. | 1948 | 19.–23. August       | Frankfurt am Main           | Frankfurter Turnfest                                  | DAT     |
| 20. | 1953 | 2.–9. August         | Hamburg                     | Deutsches Turnfest                                    | DTB     |
| 21. | 1954 | 18.–22. August       | Leipzig                     | I. Deutsches Turn- und Sportfest                      | DSA     |
| 22. | 1956 | 2.–5. August         | Leipzig                     | II. Deutsches Turn- und Sportfest                     | DSA     |
| 23. | 1958 | 20.–28. Juli         | München                     | Deutsches Turnfest                                    | DTB     |
| 24. | 1959 | 13.–16. August       | Leipzig                     | III. Deutsches Turn- und Sportfest                    | DTSB    |
| 25. | 1963 | 15.–21. Juli         | Essen                       | Deutsches Turnfest                                    | DTB     |
| 26. | 1963 | 1.–4. August         | Leipzig                     | IV. Deutsches Turn- und Sportfest der DDR             | DTSB    |
| 27. | 1968 | 28. Mai – 2. Juni    | Berlin                      | Deutsches Turnfest                                    | DTB     |
| 28. | 1969 | 24.–27. Juli         | Leipzig                     | V. Deutsches Turn- und Sportfest der DDR              | DTSB    |
| 29. | 1973 | 12.–17. Juni         | Stuttgart                   | Deutsches Turnfest                                    | DTB     |
| 30. | 1977 | 25.–31. Juli         | Leipzig                     | VI. Turn- und Sportfest der DDR                       | DTSB    |
| 31. | 1978 | 30. Juli – 5. August | Hannover                    | Deutsches Turnfest                                    | DTB     |
| 32. | 1983 | 26. Juni – 3. Juli   | Frankfurt am Main           | Deutsches Turnfest                                    | DTB     |
| 33. | 1983 | 25.–31. Juli         | Leipzig                     | VII. Turn- und Sportfest der DDR                      | DTSB    |
| 34. | 1987 | 31. Mai – 7. Juni    | Berlin                      | Deutsches Turnfest                                    | DTB     |
| 35. | 1987 | 27. Juli – 2. August | Leipzig                     | VIII. Turn- und Sportfest der DDR                     | DTSB    |
| 36. | 1990 | 27. Mai – 3. Juni    | Dortmund/Bochum             | Deutsches Turnfest                                    | DTB     |
| 37. | 1994 | 15.–22. Mai          | Hamburg                     | Deutsches Turnfest                                    | DTB     |
| 38. | 1998 | 31. Mai – 7. Juni    | München                     | Deutsches Turnfest                                    | DTB     |
| 39. | 2002 | 18.–25. Mai          | Leipzig                     | Deutsches Turnfest                                    | DTB     |
| 40. | 2005 | 14.–21. Mai          | Berlin                      | Internationales Deutsches Turnfest                    | DTB     |
| 41. | 2009 | 30. Mai – 5. Juni    | Frankfurt am Main           | Internationales Deutsches Turnfest                    | DTB     |
| 42. | 2013 | 18.–25. Mai          | Metropolregion Rhein-Neckar | Internationales Deutsches Turnfest                    | DTB     |
| 43. | 2017 | 3.–10. Juni          | Berlin                      | Internationales Deutsches Turnfest                    | DTB     |
|     | 2021 | 12.–16. Mai          | Leipzig                     | (Absage aufgrund der Covid-19-Pandemie)               | DTB     |
| 44. | 2025 | 28. Mai – 1. Juni    | Leipzig                     | Internationales Deutsches Turnfest                    | DTB     |
| 45. | 2029 | —                    | München                     | Internationales Deutsches Turnfest                    | DTB     |

## Teilnehmerzahlen
| Jahr | Teilnehmer | Turner insgesamt (DT) |
| ---- | ---------- | --------------------- |
| 1860 | 970        | 30.000                |
| 1861 | 4.000      | 100.000               |
| 1863 | 20.000     | 170.000               |
| 1872 | 3.500      | 130.000               |
| 1880 | 9.798      | 170.000               |
| 1885 | 19.803     | 270.000               |
| 1889 | 19.902     | 370.000               |
| 1894 | 11.500     | 490.000               |
| 1898 | 26.400     | 600.000               |
| 1903 | 30.000     | 760.000               |
| 1908 | 55.000     | 848.000               |
| 1913 | 62.572     | 1.123.000             |
| 1923 | 197.510    | 1.337.000             |

| Jahr | Teilnehmer   | davon Aktive |
| ---- | ------------ | ------------ |
| 1948 | 30.000       |              |
| 1953 | 60.000       | 20.000       |
| 1958 | 40.000       | 31.310       |
| 1963 | 40.000       | 30.000       |
| 1968 | 68.000       |              |
| 1973 | 75.000       |              |
| 1978 | 60.000       |              |
| 1983 | 65.000       |              |
| 1987 | 120.000      |              |
| 1990 | 100.000      |              |
| 1994 | 100.000      |              |
| 1998 | 100.000      |              |
| 2002 | über 80.000  |              |
| 2005 | über 100.000 |              |
| 2009 | 85.000       |              |
| 2013 | 50.000       |              |
| 2017 | über 80.000  |              |